# Bilasanur, Harihar
Bilasanur là một làng thuộc tehsil Harihar, huyện Davanagere, bang Karnataka, Ấn Độ.